# IThemba

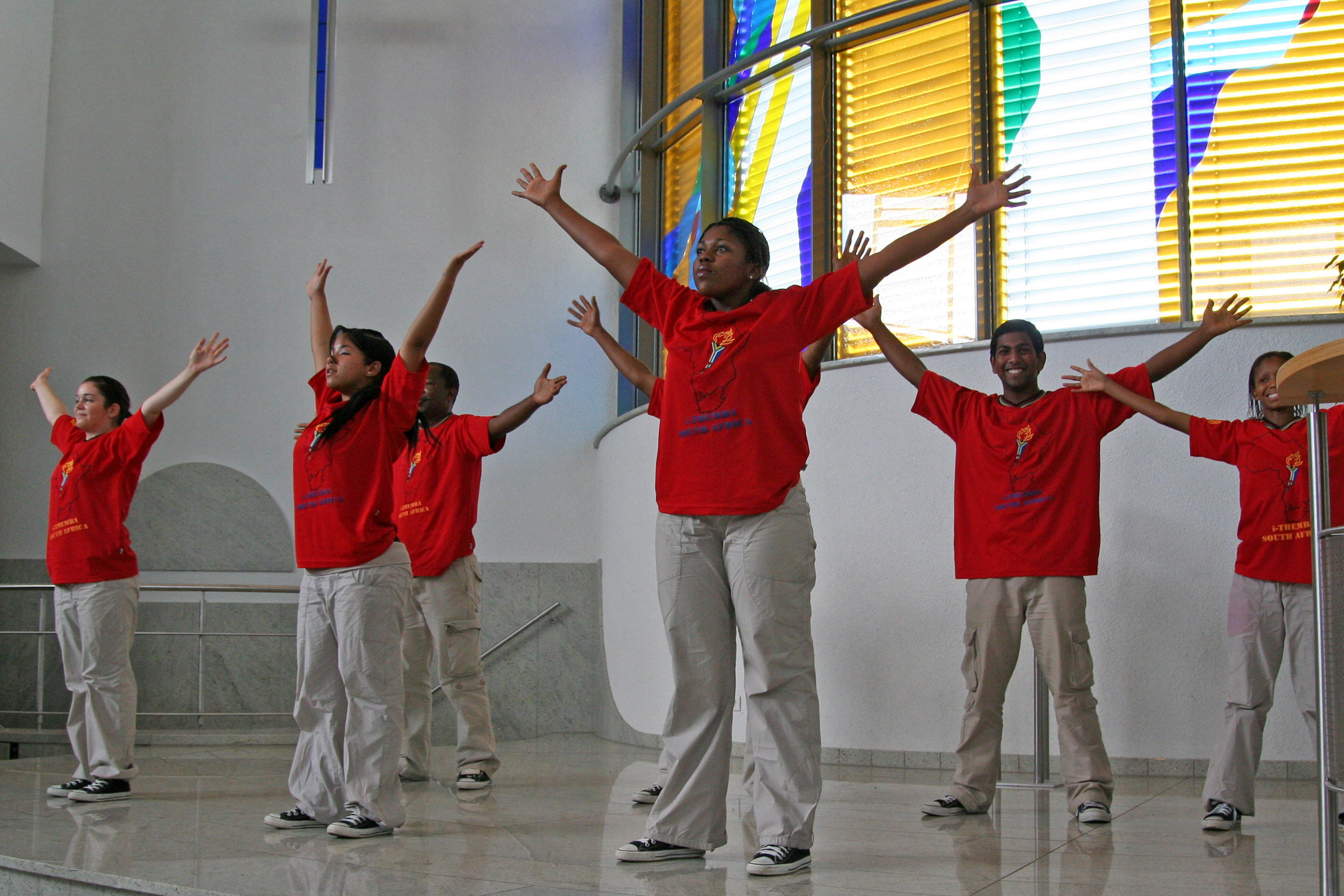
IThemba 2008 in Nürnberg

Der Name iThemba wird von mehreren südafrikanischen Organisationen geführt. Das Wort stammt aus der Zulu-Sprache und bedeutet die Hoffnung.

## iThemba-Teams von Jugend für Christus
iThemba ist ein Arbeitszweig von Jugend für Christus in Südafrika. In mehreren Teams sind junge Christen aus Südafrika in Südafrika selbst und in Europa und Nordamerika unterwegs. Die Teams treten mit Musik, Tanz, Theater und persönlichen Berichten in verschiedenen Einrichtungen und auf öffentlichen Plätzen auf. Das Programm richtet sich in erster Linie an Jugendliche. Themen der Aufführungen sind aktuelle Probleme Südafrikas, insbesondere Rassismus und AIDS.
Nach eigener Aussage ist es das Anliegen der Teammitglieder „den Jugendlichen in verschiedenen Ländern zu zeigen, dass es Hoffnung für ihr Leben gibt“, daher der Name.

## iThemba Aids-Hilfe und Waisenhaus
iThemba ist ein christlicher Hilfsverein in Südafrika, der sich vor allem der Hilfe für HIV-Infizierte und AIDS-Kranke und der Fürsorge für die Waisenkinder, die durch diese Krankheit ihre Eltern verloren haben, verschrieben hat. iThemba bemüht sich nach eigener Definition, dabei auch die geistliche Patenschaft für die AIDS-Waisen zu übernehmen.
iThemba sammelt Spenden für das Straßenkinderheim Amakhaya in Südafrika, was auf Deutsch „unser Zuhause“ bedeutet.

## iThemba Laboratory for Accelerator Based Sciences
Das iThemba LABS ist eine Forschungseinrichtung, die von der südafrikanischen National Research Foundation (NRF) finanziert wird. Es befindet sich in Somerset West, in der Provinz Western Cape. Die iThemba LABS betreiben einen Ionenbeschleuniger, an dem neben physikalischer Grundlagenforschung auch Radionuklide für nuklearmedizinische Zwecke produziert werden und seit 1993 Protonentherapie durchgeführt wird. 
Die Ionenbeschleunigeranlage besteht aus drei Zyklotrons, zwei davon führen eine Vorbeschleunigung von Ionen durch. Die beiden Zyklotrone unterscheiden sich in der vorausgehenden Ionenquelle, so dass in einem hauptsächlich Protonen beschleunigt werden, in dem anderen schwerere Elemente bis Argon. In einem nachgeschalteten Separated-Sector-Cyclotron können die Ionen nachbeschleunigt werden und dabei einen Impuls von bis zu 220 MeV/c erhalten.
2010 konnte bei den iThemba LABS als eine der wenigen Anlagen weltweit ein Beamsplitter in Betrieb genommen werden, der für eine größere Ausbeute bei der Radionuklidproduktion sorgen soll. Zukünftige Planungen sehen vor, eine separate Anlage für die Radionuklidproduktion zu errichten, um am Hauptbeschleuniger wieder mehr physikalische Grundlagenforschung durchführen zu können.